# قط شوازيه

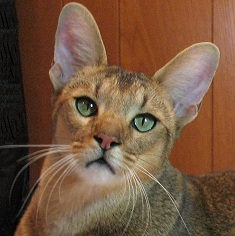

قط شوازيه أو قط شوسيه (بالفرنسية: Chausie)‏ ، هي سلالة قطط تكونت من تهجين القطط المنزلية Felis catus مع سنور الأدغال Felis chaus .
قط شوازيه يشبه القط الحبشي كثيرا الفرق في اعين القط الحبشي أكبر هو ناتج تزاوج القط الحبشي مع قط الادغال.
هي قطة مهجنة  كبيرة الحجم حيث يصل وزن الذكر حتي 15 رطلا , يمتازون بأرجل طويلة واذان ذات حجم كبير والجسد لديهم ذو مظهر رياضي

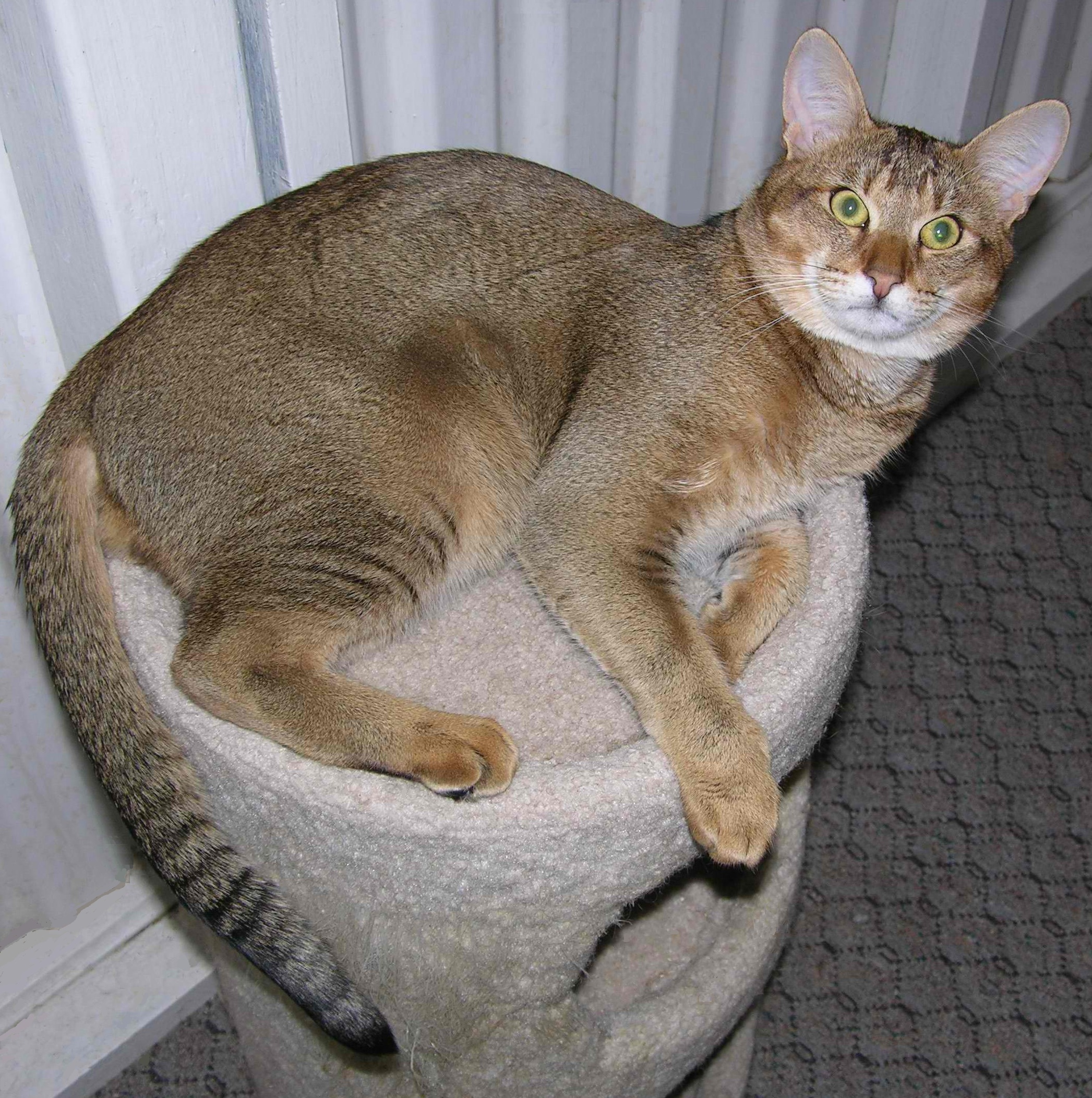